# 程玓
程玓，安徽省徽州府歙县岑山渡人，岑山渡程氏13世孙，扬州著名盐商，程谦德盐商旗号的继承人。
程玓为岑山渡程氏家族九世祖、迁居扬州，经营淮南盐业第一人程大典（字慎吾，1575-1652年）第三子程奭（字青来，1617-1661）的曾孙。祖父程洪，父亲程旃。
程玓曾与江春一起领衔捐款400万两供给军需。乾隆三十八年，乾隆皇帝南巡，程玓在扬州北郊修建双峰云栈和山亭野眺两处景区，供乾隆游览，奖励在已有按察使衔基础上，再加一级。。